# Царь (пароход, 1912)
Царь (англ. Czar) — пассажирский пароход, океанский лайнер (часто использовался как военный транспорт для перевозки войск) построенный в 1912 году (спущен на воду 23 марта 1912 года) компанией Barclay Curle & Company Ltd. в Шотландии на верфи в Глазго (Glasgow) для Русского Восточно-Азиатского общества — дочернее предприятие датской East Asiatic Company. Пароход с начала своей деятельности получил имя «Царь».

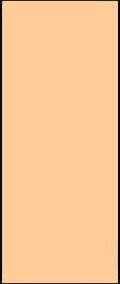
Цвет дымовых труб пароходов Русско-Американской линии

## На Русско-Американской линии

Флаг Danish East Asiatic Company

В первый рейс Либава — Копенгаген — Нью-Йорк пароход «Царь» вышел 30 мая 1912 года из Либавы (Курляндская губерния) и прибыл в Нью-Йорк 13 июня 1912 года. Пароход «Царь» заменил пароход «Литва» 1889 года постройки на линии Либава — Нью-Йорк и ходил на этой линии с судами «Курск», «Россия», «Бирма» и «Двинск» до июля 1914 года включительно.
5 августа 1913 года пароход «Царь» вышел из Либавы (одним из пассажиров на борту был молодой человек Марк Ро́тко — позже он стал крупнейшим мастером американской абстрактной живописи).

### Пожар на пароходе «Volturno»
Около 6 часов утра 9 октября 1913 года в середине Северной Атлантики и в самый разгар шторма на пассажирском пароходе «Volturno» (1906 года постройки) компании Uranium Line, имеющем на борту преимущественно эмигрантов, направляющихся в Нью-Йорк, начался пожар. Экипаж судна около двух часов пытался бороться с пожаром, но, реалистично осознавая силу пожара и ограниченные возможности для борьбы с пожаром в разбушевавшемся море, капитан судна Francis Inch велел судовому радисту послать в эфир сигнал SOS.
Одиннадцать судов направились на помощь, приняв сигналы бедствия и координаты парохода «Volturno». Пароход «Царь», следовавший в восточном направлении, стал одним из этих одиннадцати направившись к «Volturno». Эти суда прибывали к месту происшествия в этот же день (9 октября) и на следующий день. В это время часть спасательных шлюпок парохода «Volturno» с женщинами и детьми были спущены на воду с трагическими результатами — шлюпки или перевернулись или были разбиты о корпус судна не оставив в живых ни одного человека с этих первых спущенных на воду шлюпок.

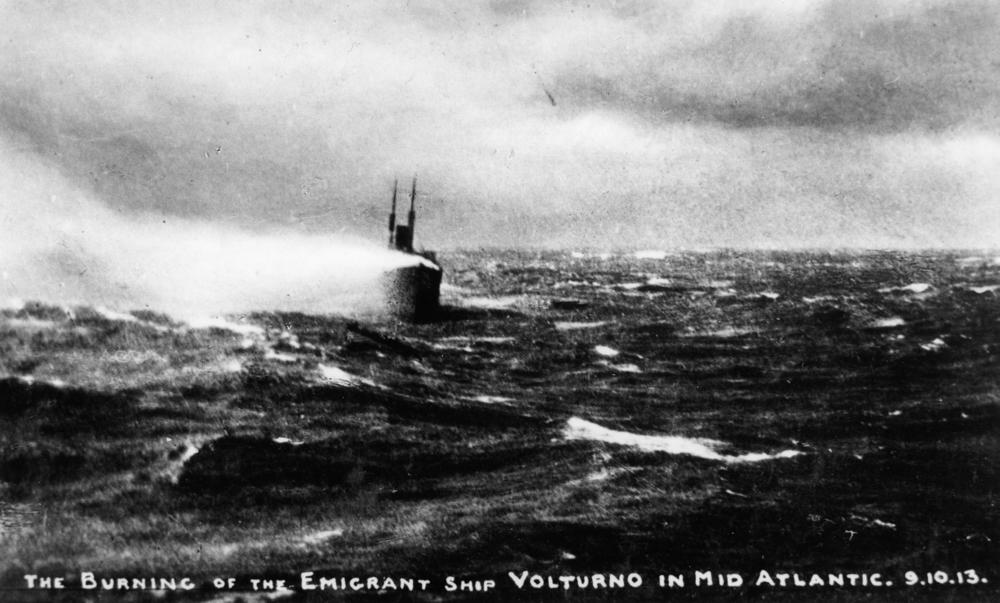
Пароход «Volturno» имеющий на борту 600 эмигрантов и объятый пожаром с 9 октября 1913 года. Сигнал бедствия (SOS) был послан и другие суда, включая пароход «Царь» прибыли. Спасательные операции начались, паника в передней части суда «Volturno», затем большой взрыв (дословный перевод)

Первым к месту происшествия прибыл Королевский почтовый пароход «Carmania» (1905 года постройки) и его капитан James Clayton Barr, по праву капитана первого судна прибывшего к месту происшествия для спасения, принял на себя руководство спасательными операциями (остальные суда должны были следовать его указаниям). Подошли другие девять судов, включая пароход «Царь», и медленно окружили горящее судно. В течение двух ночей 10 октября и 11 октября RMS «Carmania» направляла один из своих прожекторов на «Volturno», а другим освещало кольцо прибывших судов, чтобы помочь судам избежать столкновения. Несмотря на предпринятые усилия со стороны RMS «Carmania», два судна идущие на спасение одного пассажира (лайнер «Kroonland» компании Red Star Line и пароход «La Touraine» от French Line) почти столкнулись сблизившись на расстояние 15 футов (4,6 метра).
Суда прибывшие для спасения были вынуждены спускать свои спасательные шлюпки в бурное море, когда попытались снять пассажиров с повреждённого парохода «Volturno». Но плохая погода, огромные волны и не желавшие прыгать в холодную воду пассажиры с «Volturno» затрудняли спасательную операцию. На борту парохода «Volturno» экипаж из нескольких мужчин и пассажиров были не в состоянии потушить пожар, но, как минимум, не давали огню распространяться в сторону кормовых грузовых трюмов, на которых собрались остальные люди с «Volturno». Однако, незадолго до рассвета (во время утренних сумерек), сильный взрыв (вероятно взорвался котёл в машинном отделении парохода «Volturno») встряхнул судно. С этого момента спасатели отошли от парохода «Volturno», который мог затонуть в любое время.
Рано утром 11 октября 1913 года подошёл танкер-пароход «Narragansett», одно из одиннадцати судов прибывших для спасения, запустил свои насосы и направив шланги разбросал смазочное масло за борт на воду, чтобы поверхность моря в районе бедствия стала спокойной. Комбинированное использование масла и улучшение погоды после шторма позволили направить намного больше спасательных шлюпок к «Volturno» для оказания помощи.
В условия штормового моря экипаж парохода «Царь» спас 102 пассажира с парохода «Volturno» — меньше парохода «Grosser Kurfürst» спасшего 105 человек, но больше любого другого судна принявшего участие в спасательной операции.
В 9 утра 11 октября 1913 года все участвовавшие в спасении суда с поднятыми на борт и закреплёнными шлюпками продолжили свои рейсы направившись в сторону пунктов назначения. Десятью судами из одиннадцати всего было спасено 521 пассажиров и членов экипажа с парохода «Volturno». Смерть унесла 136 жизней — преимущественно женщин и детей с самых первых, спущенных на воду спасательных шлюпок.
Ночью 17 октября 1913 года датский пароход-танкер «Charlois», не имеющий информации о происшедшем, шел прямо на обгоревший стальной корпус покинутого парохода «Volturno». «Charlois» приспустил шлюпку и держа её наготове пытался позвать кого-то из пострадавших на борту обгоревшего судна. На следующий день (18 октября), капитан Schmidt, видя весь масштаб повреждений и понимая, что брошенный «Volturno» опасен для проходящих судов, приказал открыть кингстоны на «Volturno». Повреждённое судно не спеша уходило под воду, так как забортная вода медленно поступала через кингстоны.
В марте 1914 года король Великобритании Георг V по рекомендации Board of Trade за спасение людей с парохода «Volturno» присудил наградить 19 членов экипажа парохода «Царь» серебряной медалью «За мужество на море» (Silver Sea Gallantry Medal) и тремя Фунтами стерлингами (£3) каждому.

### ОтПервой мировой войныдоРусской революции
После внезапного начала Первой мировой войны в августе 1914 года пароход «Царь» был переведен на обслуживание линии Архангельск — Нью-Йорк и ходил нерегулярно вплоть до 1916 года включительно.

## His Majesty’s Transport «Царь»
После революций 1917 года East Asiatic Company утратила обслуживание Российско-Американской линии (Russian American Line) и перенесла различные суда, включая пароход «Царь», в Британский Регистр.
Британский пароходный контролёр (оператор) вначале определил судно под управление Джона Эллермана (John Ellerman) в компании Wilson Line, однако «Царь» был переопределён к оператору компании Cunard Line в конце 1917 года.
Известный в то время как HMT (His Majesty’s Transport — Его Величества Транспорт. Обозначал принадлежность Его Величеству Георгу V в отличие от правила в английском языке называть судно женским именем, то есть судно или пароход это она (she, here)) «Царь» вместе с другими пароходами бывшей Российско-Американской линии HMT «Царица», «Курск» и «Двинск» был присоединён к Cruiser and Transport Force Военно-морским силам Соединённых Штатов Америки (United States Navy) и сделал три рейса, перевозя американские войска во Францию.

### Первый рейс в составе конвоя из США к Франции

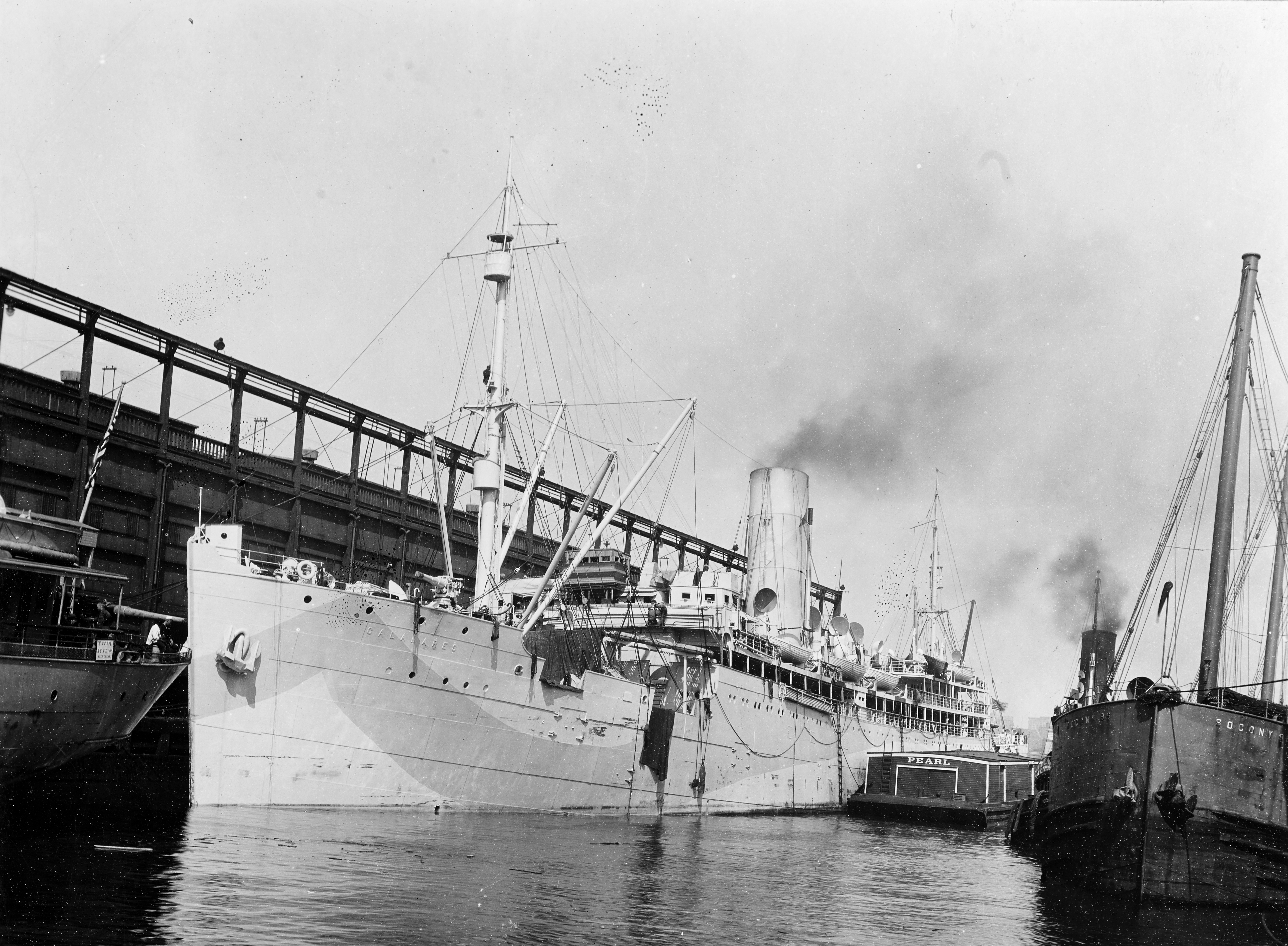
Пароход США «Calamares» (ID # 3662) в военно-морской гавани (Navy Yard) Нью-Йорка показывающий свой соответствующий камуфляж, 28 июня 1918 года. Баржа «Pearl» стоит к нему лагом. Справа баржа «Socony No. 86» и наблюдаемая дымовая труба буксира «Socony 4» стоящего лагом у правого борта баржи. (Дословный перевод). Здесь пароход «Calamares» уже после возвращения в США из конвойного похода к берегам Франции

«Царь» отплыл в свой первый рейс с американскими войсками 16 апреля 1918 года из Хобокена (Хобокен (англ. Hoboken) — город в округе Хадсон, Нью-Джерси, США) вместе с Военными транспортами США (U.S. Navy transports) «Maui» (ID-1514), «Calamares» (ID-3662), «Pocahontas» (ID-3044), «El Oriente» (ID-4504) и с транспортом Великобритании для перевозки войск HMT «Царица».
Через три дня после отхода из Хобокена парохода «Царь» с группой, к ним присоединилось судно «Mount Vernon» (ID-4508) вышедшее из Хобокена 19 апреля 1918 года. Конвой охранял американский крейсер «Seattle» (ACR-11).
Конвой без происшествий пересёк Атлантический океан и прибыл во Францию 28 апреля 1918 года.
Источники не говорят, когда пароход «Царь» вернулся в США, но это должно было быть где-то в начале июня.
Вполне возможно, что HMT «Царь» был перекрашен в камуфляжный цвет, как и другие суда состоявшие с ним в конвое (см. рядом фотографии того времени), в связи с использованием его военным транспортом в конвоях.

### Второй рейс в составе конвоя из США к Франции
«Царь» принял на борт войска в Ньюпорт-Ньюс (Вирджиния) и 14 июня 1918 года вышел в свой второй рейс в составе американского конвойного похода (U.S. convoy crossing) вместе с американскими транспортами «Princess Matoika» (ID-2290), «Wilhelmina» (ID-2168), «Pastores» ID-4540 и «Lenape» (ID-2700).
15 июня 1918 года из Нью-Йорка вышли гружённые войсками пароходы «DeKalb» (ID-3010), «Finland» (ID-4543), «Kroonland» (ID-1541), «George Washington» (ID-3018), «Covington» (ID-1409), «Rijndam» (ID-2505), итальянский «Dante Alighieri» и британский «Vauben».
Утром 16 июня вперёдсмотрящие с судна Princess Matoika заметили подводную лодку и вскоре торпеда прошла в нескольких ярдах от этого судна. В это же утро, позднее, суда вышедшие из Newport и из Нью-Йорка объединилиль в один конвой и направились к Франции Конвой сопровождали американские крейсеры «North Carolina» (ACR-12) и «Frederick» (CA-8), эсминцы «Stevens» (DD-86) и «Fairfax» (DD-93), и линкор «Texas» (BB-35), а также другие обособленные эсминцы временно брали на себя обязанности сопровождения отдельных групп судов..
Во время перехода в конвое был подан ложный сигнал тревоги, когда плавающая бочка была ошибочно принята за подводную лодку. И всё же конвой благополучно добрался до порта Брест (Франция) после полудня 27 июня 1918 года.
1 июля 1918 года Пароход США «Covington» (ID-1409) был неожиданно торпедирован немецкой подводной лодкой U-86 у Бреста. Он затонул на следующий день, 2 июля 1918 года, несмотря на принятые меры. Корабли эскорта были задействованы в спасении людей, но 6 из 776 членов экипажа не спасли.

### Третий рейс в составе конвоя из США к Франции

Пароход «Tenadores» используемый для транспортировки войск и окрашенный в «ослепительно великолепный» камуфляжный раскрас в 1918 году. 7 октября 1918 года этот пароход вышел из США вместе с пароходом «Царь», (в одном конвое) перевозя войска.

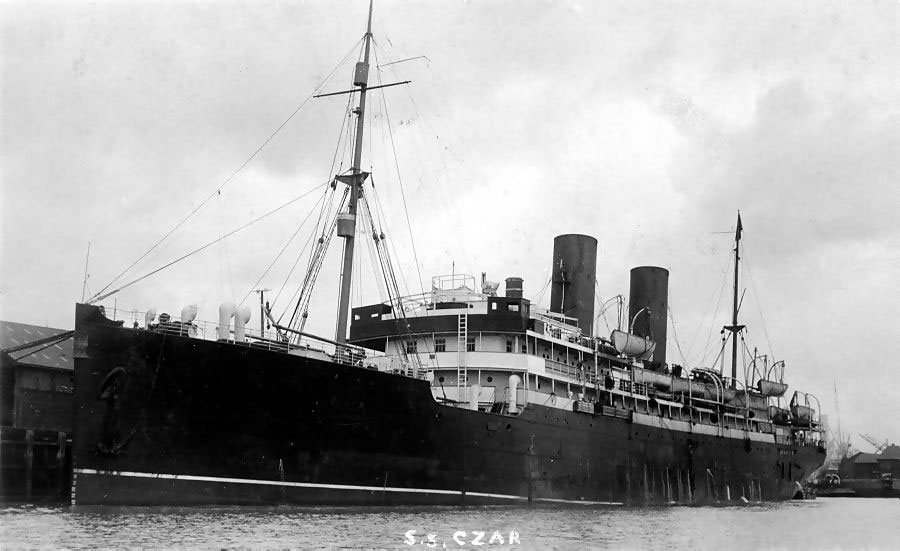
Пароход «Царь» в порту. Фото до мая 1920 года.

Последний рейс HMT «Царь» по перевозке войск США во Францию начался 7 октября 1918 года с отходом парохода из Newport News. Всё началось в компании с военными транспортами США (U.S. Navy transports) «Tenadores» (1913 года), «Susquehanna» (ID-3016) и «America» (ID-3006), состыковавшейся с американскими транспортным судном (American transport) «Kroonland» (ID-1541), итальянским пароходом «Caserta» и британским пароходом «Euripides», вашедшеми из Нью-Йорка. Конвой судов сопровождался крейсерами «Seattle» и «Rochester» (ACR-2), эсминцами «Murray» (DD-97) и «Fairfax» (DD-93).
Суда благополучно прибыли во Францию 20 октября 1918 года.

### Дальнейшая работа парохода «Царь», как военного транспорта
На протяжении всего 1919 года и в 1920 году HMT «Царь», управляемый операторами Cunard Line, продолжал перевозить войска союзников. Перевозка войск в основном проводилась между портами Великобритании и Средиземного моря: Триест, Мальта, Александрия и Константинополь. Один обычный рейс парохода «Царь» из Александрии позволил вернуть 1600 офицеров и солдатов, которые были задействованы в Палестине, Сирии и Египете, домой в Плимут в январе 1920 года.
«Царь» также использовался в России, при так называемой интервенции Альянса (Allied intervention) во время Гражданской войны (Russian Civil War) — лайнер вышел из Гуля (Кингстон-апон-Халл, ранее Гулль или Халл — Kingston upon Hull, Нull), держа направление на север России 28 августа 1919 года.

## Пароход «Эстония» (бывший «Царь») и его дальнейшая судьба

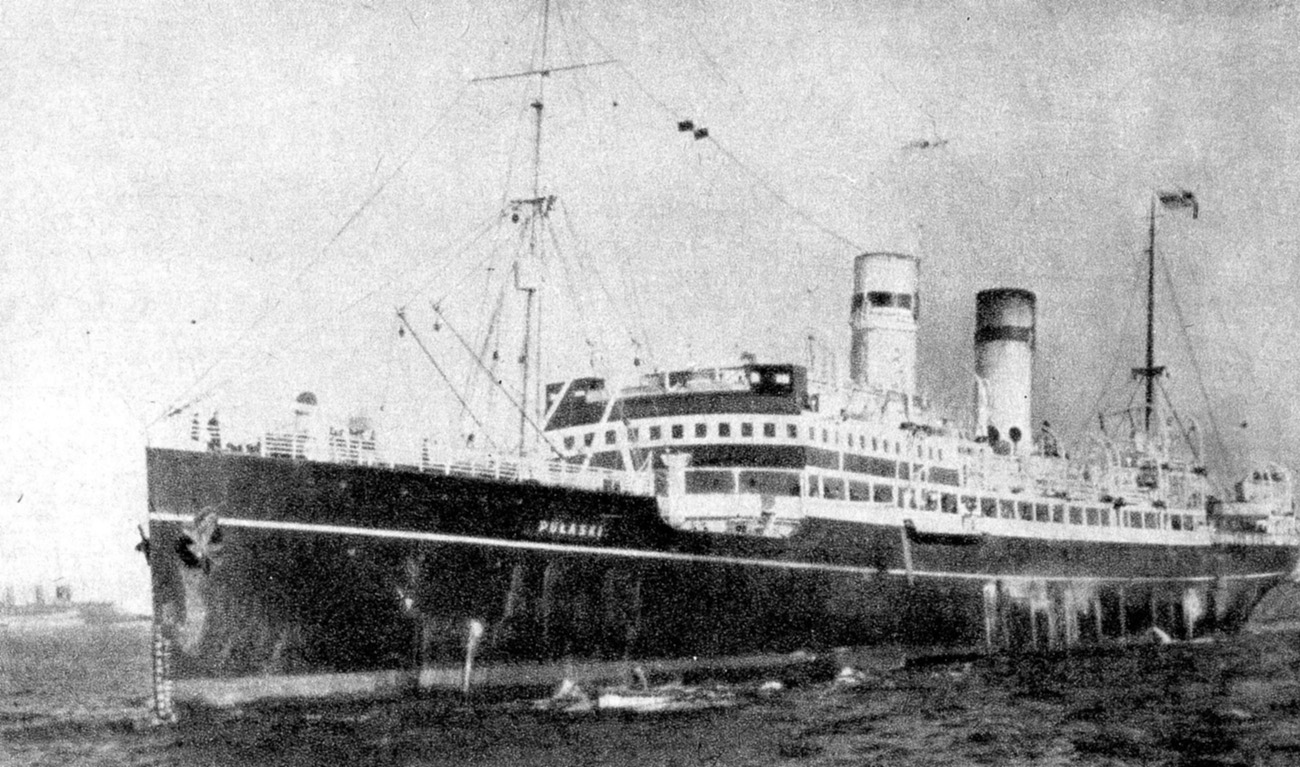
На фотографии 1930 года пароход «Pułaski» (бывший «Царь»).

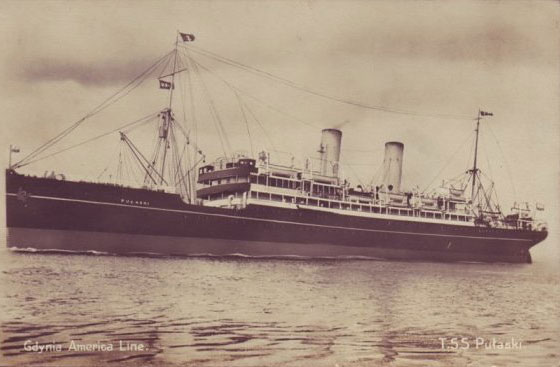
На фотографии 1930—1939 годов океанический лайнер «Pułaski» (бывший «Царь»).

В конце 1920 года «Царь» был возвращён Восточно-Азиатской компании (East Asiatic Company), которая определила его на обслуживание Балтийско-Американской линии (Baltic American Line) под новым названием «Estonia». В свой первый балтийско-американский рейс судно вышло из Глазго 11 января 1921 года и направилось в Нью-Йорк, Данциг и Либаву (Libau), прибыв в последний порт во второй половине февраля 1921 года. С отходом из Либавы 23 февраля пароход «Estonia» встал на обслуживание регулярной лини Libau — Danzig — Boston — New York наряду с пароходам «Lituania» (бывшая «Царица») и «Polonia» (бывший «Курск»).
В дальнейшем пароход ещё несколько раз менял названия и хозяев. Так в 1930 году его переименовали в пароход «Pułaski», а с 1946 года — в «Empire Penryn».
В 1948 году пароход «Empire Penryn» перестали использовать для перевозок. В 1949 году он был сдан на слом в Блит (Англия).